# Solnice (nádraží)
Solnice je železniční stanice v západní části obce Kvasiny v okrese Rychnov nad Kněžnou v Královéhradeckém kraji nedaleko řeky Bělé. Leží na jednokolejné neelektrizované trati z Častolovic. Stanice je pojmenována podle nedalekého města Solnice. Do stanice je napojena vlečka pro závod Škody Auto, který je umístěn bezprostředně u stanice. Na rychnovském záhlaví stanice se nachází železniční zastávka Solnice zastávka.

## Historie
Dne 26. října 1893 otevřela společnost Rychnovsko-solnická místní dráha (RSLB) trať do Solnice odbočkou z nově otevřeného nádraží v Častolovicích, kudy od roku 1871 procházela trať společnosti Rakouská severozápadní dráha (ÖNWB) spojující Hradec Králové a Lichkov, tedy s hranicí s tehdejším Pruskem. Nádraží Solnice vzniklo jako koncová stanice, dle typizovaného stavebního vzoru.
RSLB provozovala trať až do roku 1948, s 1. lednem 1949 pak správu přebraly Československé státní dráhy.

## Popis
V roce 2015 byla provedena rekonstrukce stanice, vzniklo zde úrovňové vnější nástupiště s přístřeškem a zprovozněn byl elektronický informační systém pro cestující.